# Grovesella
Grovesella es un género de foraminífero bentónico de la subfamilia Schubertellinae, de la familia Schubertellidae, de la superfamilia Fusulinoidea, del suborden Fusulinina y del orden Fusulinida. Su especie tipo es Grovesella tabasensis. Su rango cronoestratigráfico abarca desde el Bashkiriense medio (Carbonífero superior) hasta el Wordiense (Pérmico medio).

## Discusión
Clasificaciones más recientes incluyen Grovesella en la superfamilia Schubertelloidea, y en la subclase Fusulinana de la clase Fusulinata.

## Clasificación
Grovesella incluye a la siguiente especie:
- Grovesella nevadensis †
- Grovesella tabasensis †